# 駐伊拉克美軍
駐伊拉克美軍（英語：United States Forces – Iraq，USF-I）是根據《美國–伊拉克部隊地位協定》，在2010年1月，由伊拉克多國部隊、伊拉克多國兵團、伊拉克多國安全過渡司令部整合而成。